# Theo Klein
Theo Klein (18 de diciembre de 1945) es un deportista neerlandés que compitió en judo. Ganó una medalla de bronce en el Campeonato Europeo de Judo de 1966 en la categoría de –63 kg.

## Palmarés internacional
| Campeonato Europeo | Campeonato Europeo      | Campeonato Europeo | Campeonato Europeo |
| Año                | Lugar                   | Medalla            | Categoría          |
| ------------------ | ----------------------- | ------------------ | ------------------ |
| 1966               | Luxemburgo (Luxemburgo) | Medalla de bronce  | –63 kg             |